# Mazsalaca
Mazsalaca er beliggende i Valmieras distrikt i det nordlige Letland og fik byrettigheder i 1928. Byen ligger ved floden Salaca. Før Letlands selvstændighed i 1918 var byen også kendt på sit tyske navn Salisburg.